# Euhybus ikedai
Euhybus ikedai är en tvåvingeart som beskrevs av Ale-rocha 2002. Euhybus ikedai ingår i släktet Euhybus och familjen puckeldansflugor. Inga underarter finns listade i Catalogue of Life.